# Ana Firmino
Ana Firmino (sinh năm 1953) là một ca sĩ người Cabo Verde. Cô sinh năm 1953 trên đảo Sal, nhưng mãi đến năm 20 tuổi, cô mới cống hiến hết mình cho sự nghiệp âm nhạc. Cô đã biểu diễn nhiều năm ở Cape Verde và Châu Âu, đặc biệt là ở Bồ Đào Nha, xuất hiện trên phim và trên truyền hình  phát hành một số album solo bao gồm Amor e Tao Sabe (1998). Cô là một thông dịch viên được đánh giá cao của morna bản địa cũng như các thể loại truyền thống khác. Một trong những bài hát đặc trưng của cô là Chico Malandro, được sản xuất bởi một trong những nhạc sĩ thành công nhất của Cape Verde, Tito Paris.
Hai khoản tín dụng phim của cô là Fintar o Destino (1998) (phát hành dưới dạng Dribbled Fate ở Mỹ) và Testamento do Senhor Napumoceno (tiếng Anh: Napumoceno's Will ) (1997).
Cùng với Tito Paris, họ đã xuất hiện tại Liên hoan âm nhạc Portimão ở Bồ Đào Nha năm 2010 

## Cuộc sống cá nhân
Ana kết hôn với một họa sĩ António N. Firmino và sau đó sinh con ở tuổi 19 với Àngelo César do Rosário Firmino, một rapper hiện đang sống ở Bồ Đào Nha và được biết đến với nghệ danh Boss AC, sau đó cô có thêm một vài đứa con. Cả Ana và gia đình cô sẽ di cư đến Lisbon, Bồ Đào Nha vào những năm 1990.

## Danh sách đĩa hát
Nguồn: Trang blog của Ana Firmino (tiếng Bồ Đào Nha)
- Carta De Nha Cretcheu (Associação De Amizade Bồ Đào Nha - Cabo Verde, 1989)
- Amor É Tão Sabe (Châu Phi / VC, 1998)
- Viva Vida (2003)

### Đĩa đơn
- "Feiticeira di côr Morena", LP, ban đầu bởi Travadinha.
- Tunga Tunginha "với Boss AC trong album Manda Chuva (1998)